# Sultanat Rafaï
Rafaï war ein Sultanat der Bandia-Azande in Zentralafrika.
Dieses Reich wurde im Jahre 1800 von Kassanga, einem Kriegsherrn und ehemaligen Exilanten, mit einer größeren Gefolgschaft gegründet. Das Sultanat war zuerst südlich des Flusses Mbomou gelegen. Im Jahr 1889 wurde der Sitz nach Norden verlegt und die aktuelle Stadt Rafaï in der Zentralafrikanischen Republik wurde gegründet; seitdem diente sie als Hauptstadt. Die Amtssprache war Azande.
Im Jahr 1892 schloss der Sultan von Rafaï eine Vereinbarung mit dem belgischen König Léopold II. ab. Vom 8. April 1892 an bis zum 31. März 1909 war die Region, wie die Sultanate Bang Assou und Zémio, ein Protektorat von Leopolds privater Kolonie Kongo-Freistaat. Im Jahre 1909 wurde Rafaï gezwungenermaßen der Kolonie Französisch-Mittelkongo beigefügt. 1939 starb der letzte Sultan von Rafaï. Heute ist es Teil der Präfektur Mbomou innerhalb der Zentralafrikanischen Republik.